# Инцзян (Аньцин)
Инцзя́н (кит. упр. 迎江, пиньинь Yíngjiāng, буквально: «встречая реку») — район городского подчинения городского округа Аньцин провинции Аньхой (КНР).

## История
В 1217 году по приказу командующего Аньцинским военным округом в этих местах было возведено укрепление. В 1260 году, чтобы не дать монголам возможности по воде достигнуть сунской столицы Линьаня (современный Ханчжоу), в эти места переехала Аньцинская управа. Во времена империи Цин в 1760 году в эти места была перенесена резиденция губернатора провинции Аньхой. После Синьхайской революции власти провинции продолжали оставаться в этих местах.
4 апреля 1949 года был образован район Цзунъян (枞阳区). В 1952 году он был переименован в Городской восточный район (城东区), а в 1955 — в Восточный городской район (东市区). В 1960 году район получил название Инцзян. В 1968 году он был вновь переименован в Восточный городской район, но в 1980 году ему было возвращено название Инцзян.

## Административное деление
Район делится на 6 уличных комитетов, 1 посёлок и 3 волости.